# 보세구역
보세구역(Bonded warehouse) 또는 보세창고는 관세의 부과가 유예된 공간이다. 수출을 진흥하거나 물류를 위해 보세구역이 지정된다.

## 같이 보기
- 관세법
- 보세사
- 보세 (관세법)